# Oechalina stativa
Oechalina stativa är en insektsart som beskrevs av Melichar 1914. Oechalina stativa ingår i släktet Oechalina och familjen Tropiduchidae. Inga underarter finns listade i Catalogue of Life.